# Kinue Hitomi
Kinue Hitomi (人見 絹枝), née le 1er janvier 1907 à Okayama et décédée le 2 août 1931, est une athlète japonaise spécialiste du sprint (100 m — 800 m) et du saut en longueur. Elle est la première femme japonaise à remporter une médaille olympique.

## Biographie
La jeune Kinue Hitomi, originaire de la préfecture d'Okayama, se distingue particulièrement aux Jeux du sanctuaire Meiji. D'une taille de 1,57 m, elle est dotée d'une musculature des cuisses très développée ce qui lui permet de tenir une longue foulée. D'abord promise à une carrière de joueuse de tennis, elle établit le premier de ses records nationaux en athlétisme à 17 ans lors des 1er jeux du sanctuaire Meiji de novembre 1924 avec le record du Japon de lancer du javelot puis bat deux fois le record du monde de triple saut en 1925. En 1926, elle améliore de nouveau son record en triple saut et conserve ce record du monde non officiel jusqu'en 1939. Elle établit deux nouveaux records de saut en longueur non officiels. Ses performances atteignent même l'Europe où elle commence à concourir. Lors des jeux mondiaux féminins de 1926, le Japon est classé 5e nation avec 15 points, tous remportée par Kinue Hitomi ! Idem lors des jeux mondiaux féminins de 1930 où elle classe à elle seule le Japon à la 4e place des nations.
En mai 1927, les 4es Jeux du sanctuaire Meiji sont utilisés pour sélectionner les sportifs pour les différentes épreuves des Jeux olympiques d'été de 1928 à Amsterdam. Le gouvernement japonais encourage l'effort olympique en finançant et agrandissant les jeux. 200 athlètes féminines y concourent dans toutes sortes de disciplines et Kinue Hitomi devient un phénomène national en améliorant les records du monde du 100 m en 12 s 4 et du saut en longueur, établissant un record du monde (non officiel) sur 400 m en 59 secondes, explosant le record national de saut en hauteur avec 1,43 m, et remportant le lancer du javelot. Le jour suivant, elle effectue un saut en longueur de 5,98 m et court le 100 m en 12 s 2. Elle devient la première femme à intégrer la délégation olympique japonaise et ainsi la première femme asiatique à participer aux Jeux olympiques. Malheureusement pour elle, elle est éliminée en demi-finale du 100 m. Elle s'inscrit alors sur 800 mètres, où elle remporte la médaille d'argent.
Très fatiguée physiquement en raison d'un programme sportif particulièrement intense en Europe où elle a participé à 20 disciplines en une seule semaine, elle contracte une pleurésie en avril 1931, qui se transforme en pneumonie, et elle décède le 2 août 1931 à 24 ans à l'hôpital impérial universitaire d'Osaka. Elle n'aura jamais été la première femme asiatique à remporter une médaille d'or olympique, titre tenue par sa compatriote nageuse Hideko Maehata.

### Palmarès
| Date | Compétition           | Lieu      | Résultat | Performance  |
| ---- | --------------------- | --------- | -------- | ------------ |
| 1928 | Jeux olympiques d'été | Amsterdam | 2e       | 2 min 17 s 6 |

### Records
| Épreuve    | Performance  | Lieu      | Date |
| ---------- | ------------ | --------- | ---- |
| 800 mètres | 2 min 17 s 6 | Amsterdam | 1928 |